# Navàs (kommun)
Navàs är en kommun i Spanien.   Den ligger i provinsen Província de Barcelona och regionen Katalonien, i den östra delen av landet, 500 km öster om huvudstaden Madrid. Antalet invånare är 6 145. Arean är 81 kvadratkilometer. Navàs gränsar till Balsareny, Castellnou de Bages, Súria, Sant Mateu de Bages, Cardona, Viver i Serrateix, Puig-reig, Gaià och Pinós. 
Terrängen i Navàs är kuperad söderut, men norrut är den platt.